# Leiter (Heraldik)
Die Leiter  ist in der Heraldik eine gemeine Figur und wird in ihrer natürlichen Form dargestellt.
Die Sprossenanzahl ist zu beschreiben. Diese beträgt in vielen Wappen vier oder fünf, übersteigt selten die Zahl Sieben. Es werden auch mal zwei Steiggeräte gekreuzt dargestellt. Eine Leiter im Wappen wird auch gelegentlich als redendes Wappen gebraucht. Die Art der Leiter ist für die Beschreibung wichtig. Die meist gewählte Bauart ist die Anlegeleiter und die Sturmleiter. Der Steigbaum und die Weinleiter sind heraldisch von dieser Leiterform zu unterscheiden.

## Beispiele
- Leitern zeigen das goldene Wappenschild des Adelsgeschlechtes von Lützow und verschiedene Gemeindewappen:

Lützow (aus der Kirche in Eickelbeck)
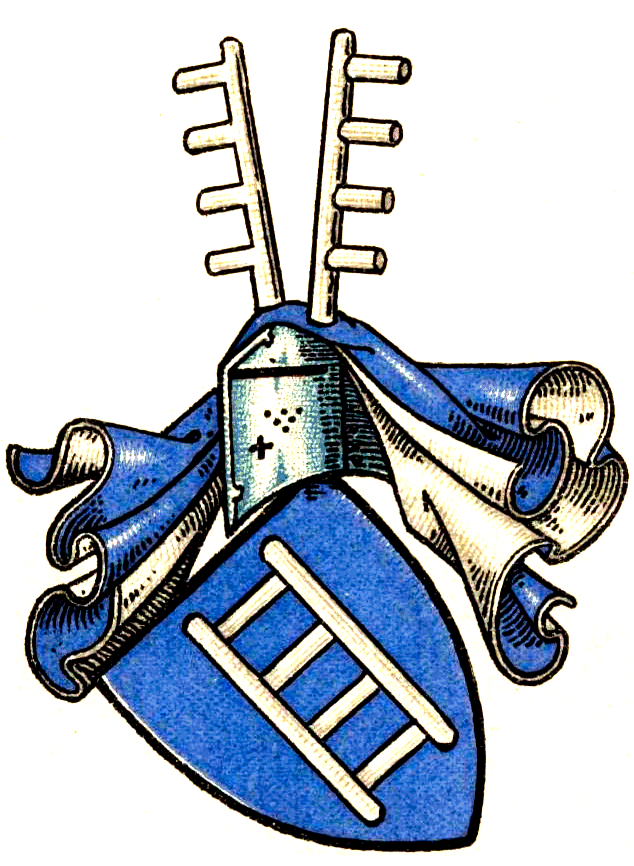
Oeynhausen (Adelsgeschlecht)
Bad Oeynhausen (D): Anlegeleiter
Bad Oeynhausen: 1863–1972
Breuningsweiler (D) – als Erntehilfsmittel
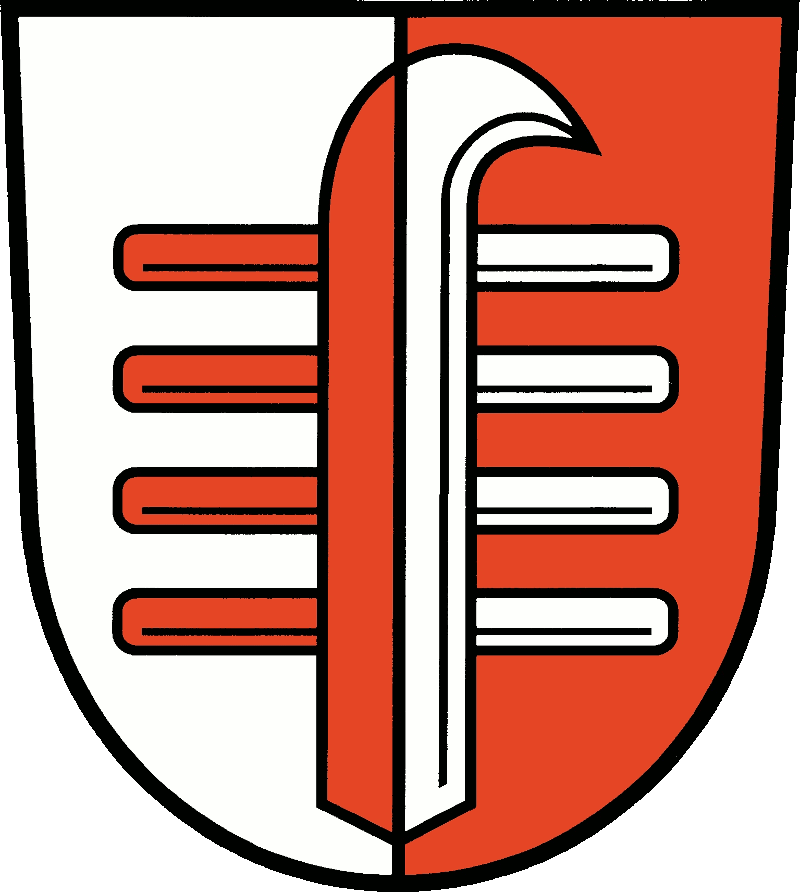
Steigbaum in verwechselten Farben: Amt Brüssow (D)
Berg (Schussental) (D): Anlegeleitern
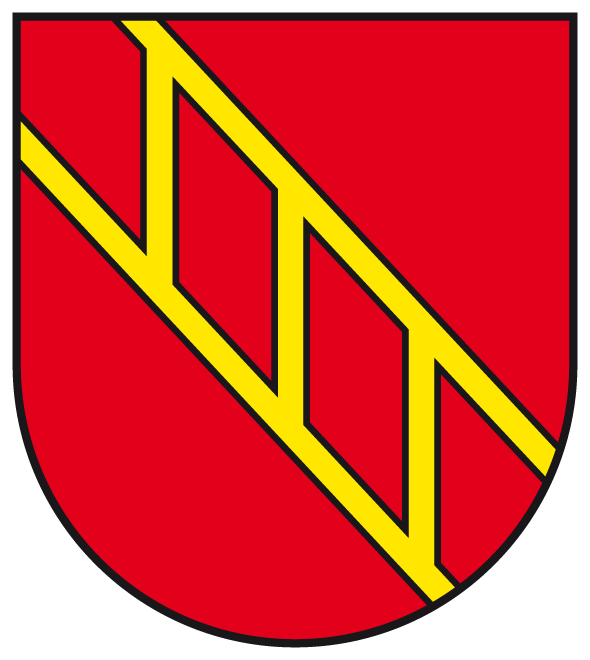
Gronau/Leine (D)
Hopsten (D): „Himmelsleiter“
Isenthal (CH)
Malta (AUT)
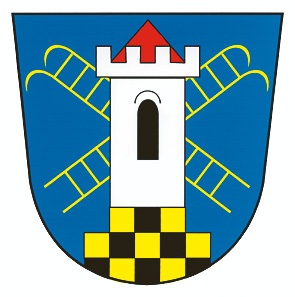
Kunětice (CZ): Gekreuzte Sturmleitern